# Курило Євген-Ярослав Львович
Євген-Ярослав Львович Курило (18 жовтня 1912, м. Чортків — 16 жовтня 1984, м. Бінгемтон, США) — український актор театру та кіно.

## Життєпис
Працював у театрах імені Івана Тобілевича в м. Станіслав (1928—1935, нині Івано-Франківськ), «Заграва» (1935—1938), державних театрах імені І. Франка у м. Станіслав (1939—1940) та імені Лесі Українки в м. Львів (1940—1941), у Львівському оперному театрі (1941—1944), у Німеччині — в «Ансамблі українських акторів» під керівництвом Володимир Блавацького.
Від 1956 — голова Бінгемтонського осередку Організації оборони чотирьох свобід України; від 1961 — член Освітнього комітету СУМ Америки.
Знімався у фільмах «Довбуш», «Вітер зі Сходу» Київської кіностудії (1940–1941).
Грав ролі коханців та героїв в історичних виставах:
- Софрон («Маруся Богуславка» Старицького),
- Вінніцій («Камо грядеши» Лужницького за Сенкевичем),
- князь Ігор («Слово о полку Ігоревім» Лужницького),
- Михайло («Украдене щастя» Франка),
- Мокій («Мина Мазайло» Миколи Куліша),
- Мазепа («Батурин» Лісевича за Б. Лепким),
- Петро («Ріка» М. Гальбе),
- Яким («Степовий гість» Грінченка),
- Арно («Вулиця паркова» Івера).